# Samuel Rea
Samuel Rea (Hollidaysburg, 1855 — 1929) foi um engenheiro estadunidense.

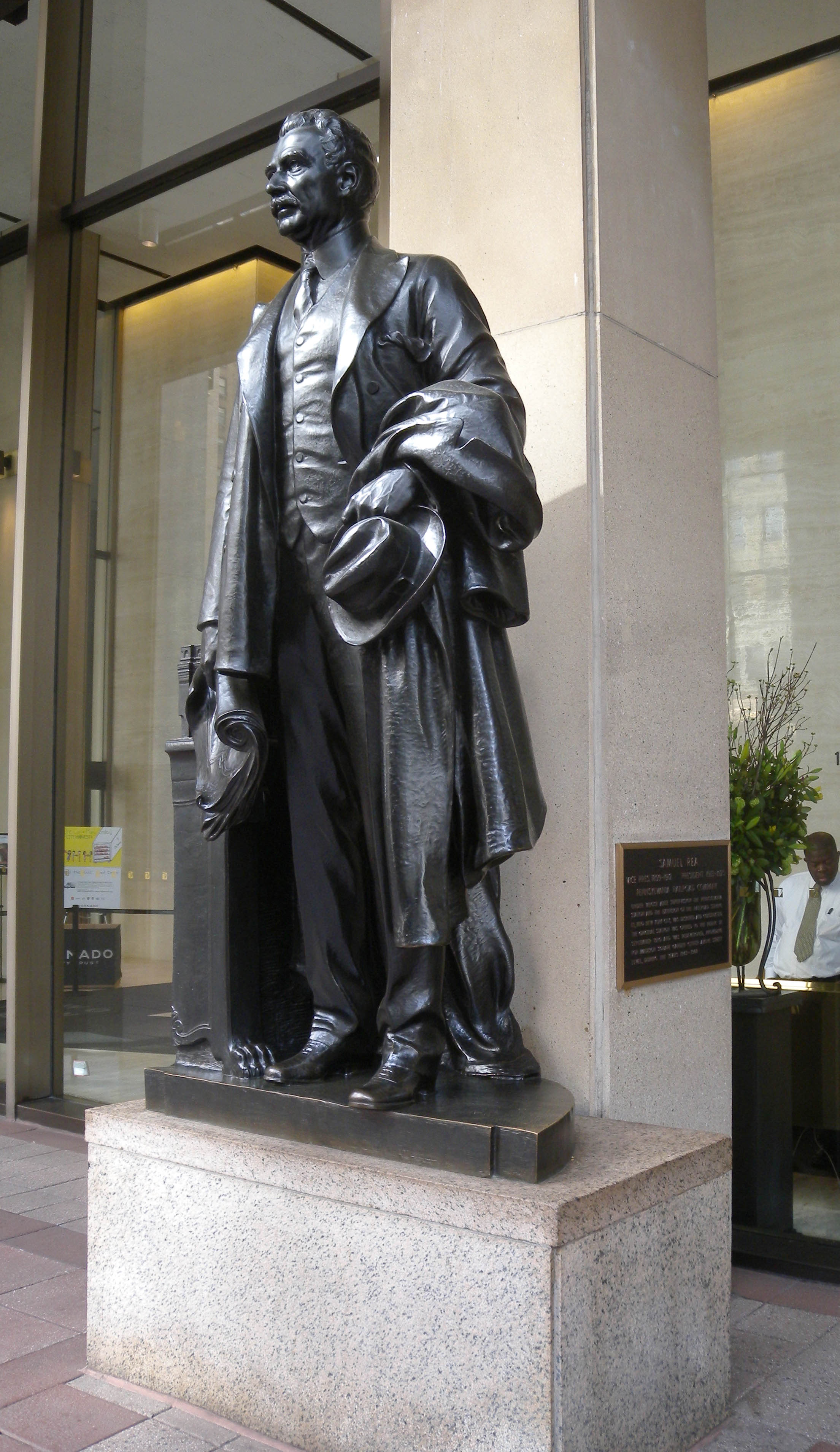
Pennsylvania Station, New York